# Pieter van Maldere
Pieter (Pierre) van Maldere (16 oktober 1729, Brussel - aldaar, 1 november 1768) was een Zuid-Nederlands violist en componist.

## Leven
Hij was de zoon van Jan Baptist van Maldere, schoolmeester van de Brusselse Kapelleparochie (Onze-Lieve-Vrouwe-van-de-Kapelle), en van Anna Bogaerts. Pieter kreeg zijn opleiding als violist en componist vermoedelijk van de kapelmeesters van de hofkapel, Jean-Joseph Fiocco en Henri-Jacques de Croes. Vanaf 1749 werkte hij als violist aan het hof van gouverneur-generaal der Nederlanden Karel Alexander van Lotharingen. Van 1751 tot 1753 was hij in Dublin directeur van de Philarmonick Concerts; in december 1752 publiceerde William Manwaring er de Six Trios for 2 Fiddles and thorough Bass, composed by Sieur Van Maldere. Van Maldere speelde in het Concert Spirituel in Parijs in augustus 1754. Hij begeleidde er de prins op zijn vele reizen, onder meer naar Frankrijk (Parijs), Bohemen (Praag) en Oostenrijk (Wenen), waar hij in Schönbrunn zijn eerste twee komische opera’s liet opvoeren: Le Déguisement pastoral (1756) en Les Amours champêtres (1758). In Wenen speelde hij ook voor keizerin Maria Theresia, en zijn werken waren bekend bij Wolfgang Amadeus Mozart en Joseph Haydn. Karl Ditters von Dittersdorf vermeldt hem in zijn notities als een van de belangrijkste virtuozen van zijn tijd.
Terug in Brussel, componeerde hij enkele opera’s en meer dan 40 symfonieën, ouvertures en sonates. In 1758 werd hij gepromoveerd tot kamerheer (valet de chambre) van de prins, vervolgens werd hij co-directeur van de Muntschouwburg van 1763 tot 1767, jaar waarin de onderneming op een financieel fiasco uitliep. Ignaz Vitzthumb (1724-1816) was er in die jaren dirigent.
Tot zijn leerlingen in de kapel behoorden onder meer de violist Joseph Gehot (1756-na 1795), en de klarinettist Amand Vanderhagen (1753-1822).

In Brussel leidde hij enkele jaren het orkest van het Grand Théâtre.

Na zijn overlijden werd Pieter Van Maldere door zijn broer opgevolgd als eerste violist in de kapel.
Zijn werken werden gepubliceerd in Londen, Parijs en Brussel (zoals blijkt uit de in de bijgaande bibliografie opgenomen thematische catalogus van het oeuvre), en overal uitgevoerd aan de Europese hoven.
Doordat zijn Vlaamse naam niet vertrouwd in de oren klonk, werd deze door kopiisten vaak vervormd. Enkel varianten zijn Vanmaltre, Van Maltere, Vanmonder, van Maldern, Wan Maldere, Wanmalder, Vam Maldere, Maldera, tot zelfs Vand'Elmar (B-Bc 73150).
Zijn oeuvre, bestaande uit symfonieën, sonates en opera's, beïnvloedde het ontwikkelingsproces van de klassieke symfonie.

## Werken

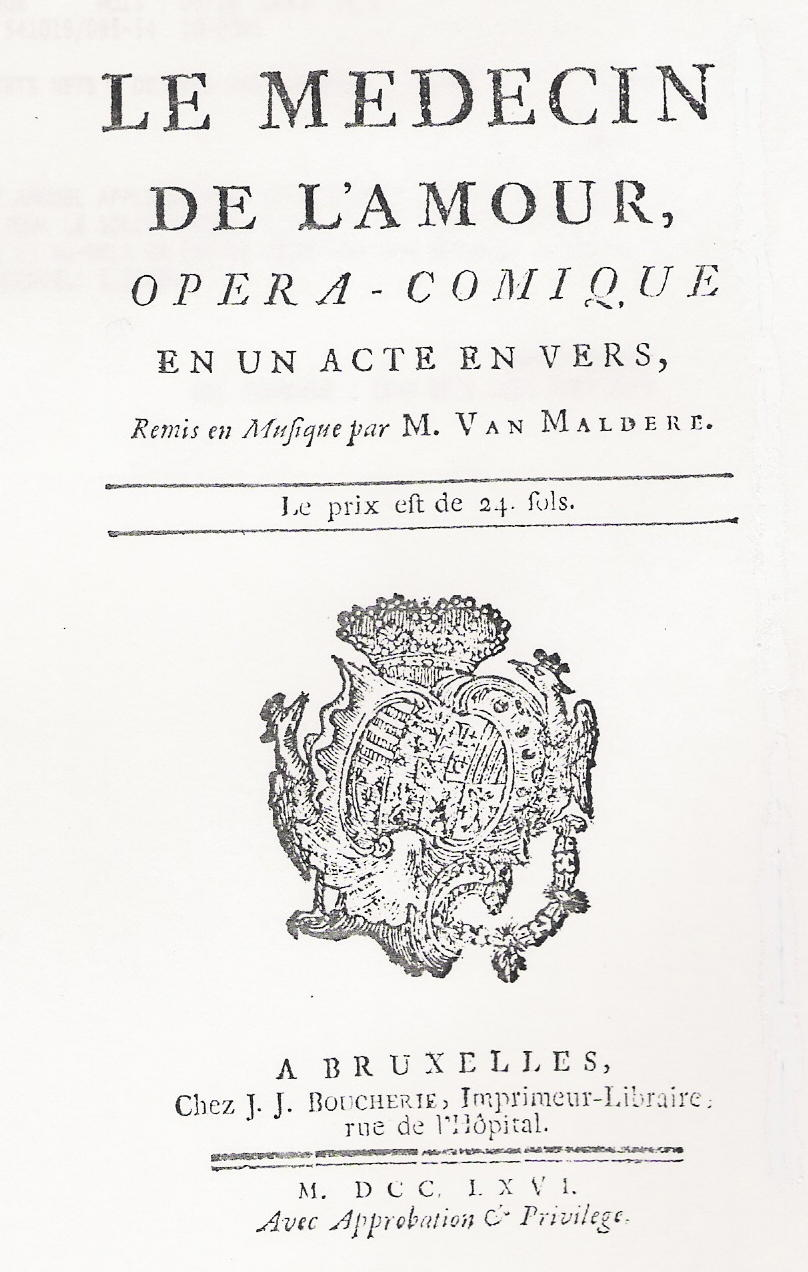
Pieter Van Maldere, Le Médecin de l'amour, Brussel 1766.

Terwijl zijn kamermuziek laatbarokke trekken behoudt en de invloed van Corelli vertoont, vormen zijn vioolsonates en symfonieën historisch en esthetisch de overgang naar de klassieke Weense symfonie. De meeste symfonieën zijn driedelig, en bevatten elementen als thematisch contrast of een modulerende doorwerking. Het tweede deel is soms een tweedelige liedvorm, de finale soms een rondovorm. Enkele werken vertonen kenmerken van de Mannheimer Schule. Een aantal werken vertoont reeds de klassieke vierdeligheid (RomM 51 in C, en 120 in F; de Sonata a 3, RomM 20 in D).
Handschriften van Van Malderes instrumentale composities raakten over heel Europa verspreid, en bevinden zich volgens RISM (Répertoire International des Sources Musicales) in minstens 21 bibliotheken in 10 landen (België, Denemarken, Duitsland, Hongarije, Italië, Slowakije, Tsjechië, de VS, Zweden, Zwitserland).
Van Malderes werken werden gedrukt door uitgevers in Londen, Parijs, Dublin en Brussel; ook na zijn overlijden werd zijn muziek herdrukt (de Six favourite overtures in 8 parts, opus 4 in Londen, ca. 1770).
Van Van Malderes vokale composities is momenteel maar één handschrift bekend, namelijk van zijn opéra-comique "Le déguisement pastoral" (1756), dat zich in de muziekafdeling van de Österreichische Nationalbibliothek in Wenen bevindt.
Een populaire vocale compositie op Van Malderes muziek was 'Ach wiederholt mir Jesu Leiden', een bewerking van het Grave uit zijn Symfonie op. 4 nr. 5, voor twee sopranen, strijkers en bas (in één bron werden twee fluiten toegevoegd).
Een aantal van zijn werken werden aan andere componisten toegeschreven, onder meer Joseph Haydn (RomM 80 in Bb), en Josef Mysliviček, wiens symfonie in C eigenlijk Van Malderes op.4 nr. 2 is.

## Voornaamste werken
- Talrijke viool- en triosonates, waaronder 3 trio’s voor klavecimbel, viool en cello opus 7, die na zijn dood werden uitgegeven (door Van Ypen & Pris, Brussel, tussen 1774 en 1778).
- Ouvertures
- In totaal een 45-tal symfonieën, waaronder:
  - Sei sinfonie a più stromenti (opgedragen aan hertog d'Antin, omstreeks 1760)
  - Sei sinfonie a più stromenti (Parijs, 1762) zonder basso continuo, onder invloed van de school van Mannheim
  - Sei sinfonie a più stromenti opus 4 (Parijs en Lyon, 1764)
  - Sei sinfonie a più stromenti opus 5 (Parijs, 1768)
- Opera’s:
  - 1756 : Le Déguisement pastoral (Wenen, Schönbrunn, 12 juli) (Latere uitvoering: Brussel, 12 december 1759)
  - 1758 : Les Amours champêtres (Wenen, Schönbrunn, 5 november)
  - 1763 : La Bagarre (Parijs, Théâtre italien, 10 februari; Comédie italienne, 4 juli; in samenwerking met François-André-Danican Philidor?)
  - 1766 : Le Médecin de l'amour (Brussel, onbekende datum, zie afbeelding) (libretto Louis Anseaume en Marconville)
  - 1766 : Le Soldat par amour (Brussel, 4 november, in samenwerking met Ignaz Vitzthumb)

## Edities
- Van Maldere, Pierre, VI Sonatas for Two Violins with a Bass for the Harpsicord, for Violoncello, (Facsimile Series for Musicians and Scholars, 30), Peer: Musica-Alamire, 1989.
- Craig LISTER, ed., Pierre van Maldere: Six Symphonies a più strumenti, opus 4, (Recent Researches in the Music of the Classical Era, 35–36), Madison, WI: A-R Editions, 1990.

### Nederlandse lexicons
Hij wordt aangestipt in:
- Henri Viotta, Lexicon der Toonkunst, deel II, 1883, pagina 526 omschreef hem als vioolvirtuoos
- Eduard A. Melchior: Woordenboek der toonkunst 1890, pagina 427
- Geïllustreerd muzieklexicon, onder redactie van Mr. G. Keller en Philip Kruseman, medewerking van Sem Dresden, Wouter Hutschenruijter (1859-1943), Willem Landré, Alexander Voormolen en Henri Zagwijn; uitgegeven in 1932/1949 bij J. Philips Kruseman, Den Haag; pagina 424
- Jozef Robijns, Miep Zijlstra: Algemene muziek encyclopedie, Haarlem: De Haan, 1979-1984, ISBN 978-90-228-4930-9, deel 6, pagina 179 (onderdeel Familie De Maldere)

## Discografie
- Pieter Van Maldere. Symphoniae, Collegium instrumentale Brugense o.l.v. Patrick Peire, Eufoda 1206.
- Pieter van Maldere – Sinfonie, The Academy of Ancient Music o.l.v. Filip Bral, MMP 012 [Klara-CD].
- Pieter van Maldere – Six sonates pour deux violons et clavier, André & Yaga Siwy, violen; Simone Vierset, klavecimbel, Monumenta Musica Bibliothecae Regiae Belgicae, BRB 9 (1984).